# Radivoje Manić
Radivoje Manić (Servisch: Радивоје Манић) (Pirot, 16 januari 1972) is een voormalig Servisch voetballer.

## Servisch voetbalelftal
Radivoje Manić debuteerde in 1997 in het Servisch nationaal elftal en speelde 1 interland.